# Болотов, Владимир Николаевич (футболист)
Владимир Николаевич Болотов (26 февраля 1938—1993) — советский футболист, защитник, футбольный тренер. Принял участие более чем в 300 матчах за тульский «Труд»/«Шахтёр»/«Металлург»/ТОЗ (ныне — «Арсенал») в качестве игрока и главного тренера.

## Биография
В качестве игрока выступал в 1959—1960 и 1963—1966 годах за тульский клуб, носивший названия «Труд», «Шахтёр», «Металлург» (ныне — «Арсенал»). За шесть сезонов сыграл не менее 114 матчей в первенствах страны в первой и второй лигах.
В 1967 году завершил игровую карьеру и вошёл в тренерский штаб тульского клуба. В 1968—1972 годах работал главным тренером команды. Под его руководством клуб достиг наивысшего результата в истории в первенствах СССР — пятое место во второй группе класса «А» в 1969 году.
В 1973 году возглавлял «Кривбасс», с июля 1973 по 1974 год — работал с уфимским «Строителем», а в 1975—1976 годах тренировал брянское «Динамо».
В 1981—1983 годах снова тренировал тульскую команду, теперь носившую название ТОЗ. Всего за время работы в Туле команда под руководством Болотова сыграла не менее 213 матчей. Является рекордсменом клуба по числу побед (81 матч), которые команда одержала под его руководством.
В 1983—1991 годах работал в брянском «Динамо» начальником команды.
Скончался в 1993 году.